# Метростроевка со сверлом
«Метростроевка со сверлом» — картина советского художника Александра Николаевича Самохвалова, написанная в 1937 году.
Ещё в 1926 году Самохвалов вступил в ленинградский «Круг художников». С того времени его излюбленной темой стали образы «советских богинь», строящих новый мир. «Метростроевка…» является как раз одним из таких образов, наряду с картинами «Ткачка» (1930), «Осоавиахимовка» (1932), «С лопатой» (1934), «У бетоньерки» (1934), «У лебёдки» (1934) и др.
Самохвалов всегда стремился быть в центре важнейших событий своего времени, одним из которых стало строительство метро в середине 1930-х годов. Принимая участие в стройке, он создал серию акварелей «Девушки Метростроя»[значимость факта?].
В 1937 году художник написал на основе одного из листов серии картину маслом «Метростроевка со сверлом». 
Как раз в то время Самохвалов был увлечён творчеством Микеланджело, в котором видел «величайшего художника-революционера, осуществившего в своих произведениях идеал демократии — гармонию мощи духовной с мощью тела». На ориентацию художника на классические образцы указывают атлетическая фигура метростроевки, её гордая, напряжённая поза, эффектная драпировка. Самохвалов на этом холсте с помощью лаконичного тонального колорита и больших обобщённых плоскостей добился монументальности, свойственной фресковым образам.
Александр Дейнека охарактеризовал «Метростроевку…» так:
Она, как богиня, и всё-таки она наша, русская девчонка.